# Syllitus sutteri
Syllitus sutteri är en skalbaggsart som beskrevs av Franz 1972. Syllitus sutteri ingår i släktet Syllitus och familjen långhorningar. Inga underarter finns listade i Catalogue of Life.